# Wapen van Oostzaan
Het wapen van Oostzaan heeft twee versies gekend, de laatste versie wordt tot op heden nog gebruikt als het wapen van de Noord-Hollandse gemeente Oostzaan. Waar de elementen uit het huidige en vorige wapen vandaan komen is niet met zekerheid vast te stellen. Zie hieronder bij 'Herkomst greep'.

## Blazoeneringen
De gemeente heeft in 1949 om een wijziging van het wapen gevraagd, hierdoor zijn er twee blazoeneringen van het wapen van Oostzaan bekend.

### Eerste blazoenering
De eerste blazoenering werd gegeven bij het wapen dat op 26 juni 1816 aan de gemeente toegekend werd. Het ging hierbij om de volgende blazoenering:
Van goud, beladen met een drietandige vork van sabel, aan welks punten 3 kazen van sijnopel.
Het schild was van goud met daarop een zwarte drietand. Op de punten van de drietand drie groene koeken.

### Tweede blazoenering
Het tweede wapen werd op 19 september 1949 met de volgende beschrijving toegekend:
In goud 3 smalle dwarsbalken van azuur; over alles heen een drietandige greep van sabel met aan iedere punt een graszode van sinopel. Het schild gedekt met een gouden kroon van 3 bladeren en 2 paarlen.
Wederom was het schild goud van kleur, echter nu met drie blauwe dwarsbalken. Over het geheel heen wederom een drietand. De groene koeken uit het vorige wapen zijn vervangen door groene rechthoeken. Het wapen heeft nu ook een kroon van drie bladeren waartussen twee parels: een gravenkroon.

## Geschiedenis
In 1296 werd de heerlijkheid Oostzaan een vrije heerlijkheid, sinds dat jaar heeft er dus geen familie, klooster of kerk meer over Oostzaan geheerst. Nadien heeft de heerlijkheid twee zegels gebruikt: een met het eerste gemeentewapen en een gevierendeeld zegel met in het eerste en vierde kwartier een schip in aanbouw, zoals ook in het wapen van Zaandam.
In 1949 vroeg de gemeente het huidige wapen aan, de graszoden zouden beter bij de gemeente passen en de dwarsbalken werden op historische gronden aangevraagd. Bij deze wijziging vroeg de gemeente in plaats van de kroon een helm met helmkleed aan. Helmen komen in de Nederlandse heraldiek niet voor als overheidswapen en daarom werden de helm en helmkleed niet door de Hoge Raad van Adel verleend. Het wapen van Soest toont wel een helm, maar die is niet officieel door de Hoge Raad van Adel verleend. Die helm is namelijk niet opgenomen in de blazoenering en tekening. Oostzaan kreeg wel de gebruikelijke gravenkroon aan de gemeente verleend.

### Andere wapens
Verschillende manuscripten en heraldici geven voor Oostzaan andere wapens dan dat er uiteindelijk verleend werden.
- Het manuscript Schoemaker geeft een wapen gelijk aan dat van Uitgeest.
- Er wordt een zegel uit de 18e eeuw vermeld gelijk aan het eerste wapen, onder andere het manuscript  Beelaerts vermeld dat wapen.

## Herkomst greep
Over de herkomst van de greep (drietand) en de kazen en latere zoden bestaan vier verklaringen.
Het zijn kolen
De zogenaamde kazen zijn eigenlijk kolen, want in de omgeving worden veel kolen gekweekt en gegeten. Bewoners van Oostzaan zouden ook de bijnaam Kooleters of Koolhanen hebben. 
Het zijn kazen
Gedurende de Tachtigjarige Oorlog zou een Oostzaanse vrijbuiter tijdens een overval op een bevoorradingsschip van de Spanjaarden in Amsterdam drie kazen aan zijn greep hebben geregen in plaats van een Spanjaard. Deze gebeurtenis zou in het wapen van de heerlijkheid vastgelegd zijn. 
Het zijn grasplaggen.
In Oostzaan werd al in de 14e eeuw de verantwoordelijkheid voor het onderhoud van een bepaalde dijk neergelegd bij degenen die het dichtst bij de dijk woonden. Indien men niet bij machte was om die verantwoordelijkheid te dragen kon men dat symbolisch in aanwezigheid van de autoriteiten, die daarover moesten oordelen, kenbaar maken door met een spade drie grasplaggen uit de dijk te steken en deze op een drietandige hooi- of mestvork (greep) te steken. De vorm en de kleur van grasplaggen komen overeen met hetgeen onder meer op het wapen te zien is.
Drievoudig snoer
In de vroege middeleeuwen bestond er de  Banne Oostzaan, een rechtseenheid waarvan de oppervlakte min of meer gelijk was aan de latere polder Oostzaan. Binnen deze Banne bevonden zich drie kerken, de Catharinakerk in Oostzaan, de Maria Magdalenakerk in het Kalf bij Haaldersbroek en een kapel in Oostzaandam. Het was de tijd vòòr de Reformatie, dus alles was Katholiek.
De Catharinakerk was de leidende kerk in de Banne. Beiden andere kerken waren hier aan ondergeschikt en de macht van de Catharinakerk was groot.  Zo beheerde de kerk de dijken en ontving inkomsten uit de Sluisvisserij in Zaandam.  Velen hoorden bij de kerk, logisch, want als je ouder werd en niet meer kon werken, of armlastig werd dan was je afhankelijk van de kerk. Sociale voorzieningen zoals we die nu kennen bestonden gewoon niet.
Nu bestaat er een Kerkstempel.
Het oorspronkelijke stempel is in de loop der tijd zoek geraakt, maar en afdruk bestaat er wel. Het is een stempel van de Catharinakerk en op de rand van het stempel staat de tekst: 
Filum Triplicatum Non Cito Abrumpitir hetgeen Latijn is en betekent:
Een drievoudig snoer wordt niet spoedig verbroken. (Prediker 4 vers 12).
Het is zeer waarschijnlijk dat  dit stempel met deze tekst de drie kerken in de Banne Oostzaan symboliseert.  En om deze waarschijnlijkheid tot een bijna  zekerheid te verheffen : In de Maria Magdalenakerk aan het Kalf is een lezenaar aanwezig met hetzelfde wapen. Gegeven het grote belang van de Catharinakerk voor de middeleeuwse Oostzaanse gemeenschap is zo goed als zeker dat het wapen dat in dit stempel staat in de loop der tijd het wapen van gemeente Oostzaan is geworden.